# Comisionado de Salud Mental
El Comisionado de Salud Mental es el órgano directivo del Ministerio de Sanidad, dependiente directamente del ministro, al que corresponde desarrollar las líneas estratégicas en salud mental del Gobierno de la Nación y mantener las relaciones institucionales necesarias con otros departamentos ministeriales, otras administraciones públicas, instituciones públicas y privadas y sociedad civil. Asimismo, le corresponde impulsar un Pacto de Estado de Salud Mental.
La actual comisionada de Salud Mental es, desde el 9 de enero de 2024, la psiquiatra Belén González Callado.

## Historia
El Comisionado se creó por Real Decreto 1009/2023, de 5 de diciembre, como un órgano con nivel orgánico de Subsecretaría. Se creó semanas después de que la recién nombrada ministra de Sanidad, Mónica García Gómez, anunciara que uno de sus principales objetivos era alcanzar un Pacto de Estado por la Salud Mental.
Posteriormente, por Real Decreto 718/2024, de 23 de julio, se reguló el nuevo organismo, dotándolo de dos órganos, uno con rango de subdirección general y otro con nivel inferior, una división.

## Estructura
El Comisionado se estructura mediante dos órganos, a saber:
- La Oficina Técnica del Comisionado sobre Transición de Modelo en la Salud Mental, con nivel orgánico de Subdirección General, a la que le corresponde fomentar, reorganizar y coordinar la red de atención a la salud mental comunitaria de los servicios nacionales de salud, así como evaluar el cumplimiento de los Planes de Acción en Salud Mental y diseñar estrategias para fomentar la salud mental y reintegración de personas afectadas, con especial atención a colectivos vulnerables. También determina la posición española ante la Unión Europea y otros foros internacionales.
- La División de Prevención, Promoción y Protección de la Salud Mental, con el nivel que se determine en la relación de puestos de trabajo, a la que le corresponde desarrollar, implementar y evaluar planes específicos de salud mental; la gestión de la línea 024 de atención a la conducta suicida; el impulso de las actuaciones e iniciativas para la promoción y protección de la salud mental en el trabajo y desarrollar estrategias que identifiquen y aborden la carga de enfermedad mental derivada del entorno laboral; y el impulso de un programa de prevención y despatologización en materia de salud mental, para abordar las causas raíz de los trastornos mentales y reducir su estigmatización.